# マウロ・ファリーナ
マウロ・ファリーナ（Mauro Farina、1956年12月9日 - ）は、イタリア・ブレシア出身のシンガーソングライター、音楽プロデューサー、実業家。
アーティスト名義はマーク・ファリーナ（Mark Farina）他多数。レコードレーベル『SAIFAM』(BOOM BOOM BEAT)の主宰者である。

## プロフィール
1970年代にイタリアのバンド「Caravan」のベース兼ボーカルとしてデビュー。当初は普通のロックバンドだったが、『You and me tonight』（1983年）よりディスコ音楽に目覚める。
1981年、ジュリアーノ・クリヴェレンテとともにSAIFAM社の前身となる「FACTORY SOUND STUDIO」を設立。自身のプロデュース作品としては、Ken Laszlo『Hey Hey Guy』（1984年）が初のヒットナンバーとなる。
1984から1987年にかけては、TIME RECORDSで主要のソングライターとして活動する傍ら、DISCO MAGICレーベルにも楽曲提供を行った。自身がボーカルを務めるRadiorama（アルバムのジャケットにいる2人は単なるモデルである）の『Aliens』(1986年)や『Yeti』（1987年）などをヒットさせたほか、プロデューサーとしても Max-Him『Lady Fantasy』(1985年)やAleph『Fire on the moon』（1986年）など、イタリアに留まらずドイツやスイスなど欧州各国のヒットチャートに自身のプロデュース作品を送り込み、イタロ・ディスコからユーロ・ビートへと発展するヨーロッパの音楽シーンの流行をけん引した。『Aliens』は世界で50万枚以上売れたという。
アレフ、ラジオラマ、ソフィー、フレッド・ヴェンチュラ、COO COO、マックス・コヴェリ、マッチョ・ギャング、チップ・チップ、キング・コング&ジャングル・ガールズなど、イタリアにおいては膨大な数のアーティストをプロデュースしている。アルファレコードから発売されていたコンピレーション・アルバム、THAT'S EUROBEAT（ザッツ・ユーロビート）には、ファリーナが手がけた曲が多数収録されており、ファリーナの存在無くしてのユーロビート・シーンは、貧弱なもので終わっていた可能性もあった。イギリスにおけるストック・エイトキン・ウォーターマン同様に、ユーロビートを語る上では外せない重要な人物である。
ファリーナのプロデュース作品は欧州の外、特に日本で大ヒットした。しかし日本市場を重視するファリーナとクリヴェレンテの意識の違いが生じ、ファリーナはFLEAレーベルへの移籍を経て、その後自身のレーベルAsia Recordsを設立した。クリヴェレンテはこれに理解を示し、仲たがいではないとのこと。日本ではその後、キング・コング&ジャングル・ガールズ『恋のブン・ブン・ダラー』（1989年）やRadiorama『ABCD』（1988年）などが大ヒットし、ファリーナは1980年代末より日本レコード協会のゴールドディスクを3年連続して受賞している。
1980年代後半にジュリアーノ・クリヴェレンテ、フロリアン・ファディンジェールと共にユーロビート兼音楽プロデューサーユニットのF.C.F.を結成。日本におけるユーロビートの流行をけん引した。
1990年代前半は一時期活動を休止していたものの、1995年には日本市場向けのBOOM BOOM BEAT（3B）を新設し、自身がヴォーカルを務めた「VIRTUAL LOVE / KEN MARTIN」(BBB 001、EUROBEAT FLASH Vol5に収録)を第一弾として、本格的に楽曲製作を再開し、ユーロビートをより発展させ、日本市場で特に好まれる極端にBPMの早い曲調を打ち出した。
現在も、イタリアの独立系レーベルとしては最大手となるSAIFAMグループの総帥として、ヴェローナを本拠地として、経営に当たるほか、歌手、またはプロデューサーとしても現役であり、SUPER EUROBEATを中心に制作した楽曲が収録されている。
Giancarlo Pasquini（Alephのボーカル、別名Dave Rodgers）と、Federico Di Bonaventura（別名Fred Ventura）をユーロビートの世界に誘ったことで知られている。

## 主なアーティスト名義
- MARK FARINA
- MARK FOSTER
- F.C.F.
- KEN MARTIN
- MISTER TOM
- THE FACTORY TEAM（「Gengis Khan」ではMelody Castellariがこの名義を使用）
- ALVIN（2代目、初代はGianni Coraini）
- BOMBERS
- KING KONG & THE D'JUNGLE GIRLS（初代。2代目はDave Rodgers。）
- ALPHATOWN
- LUPIN（4代目。その前はRoberto Gabrielli→Fabio Serra→Filippo Cordioliが担当していた。）
- DANNY ROCK
- COO COO
- HOOLIGANG
- MISTER BLACK
- DANNY WILDE
- MAX COVERI（初代。DISCO MAGIC在籍時代に担

他多数。また、単発で使用した名義も存在する